# Polnische Wehrmacht

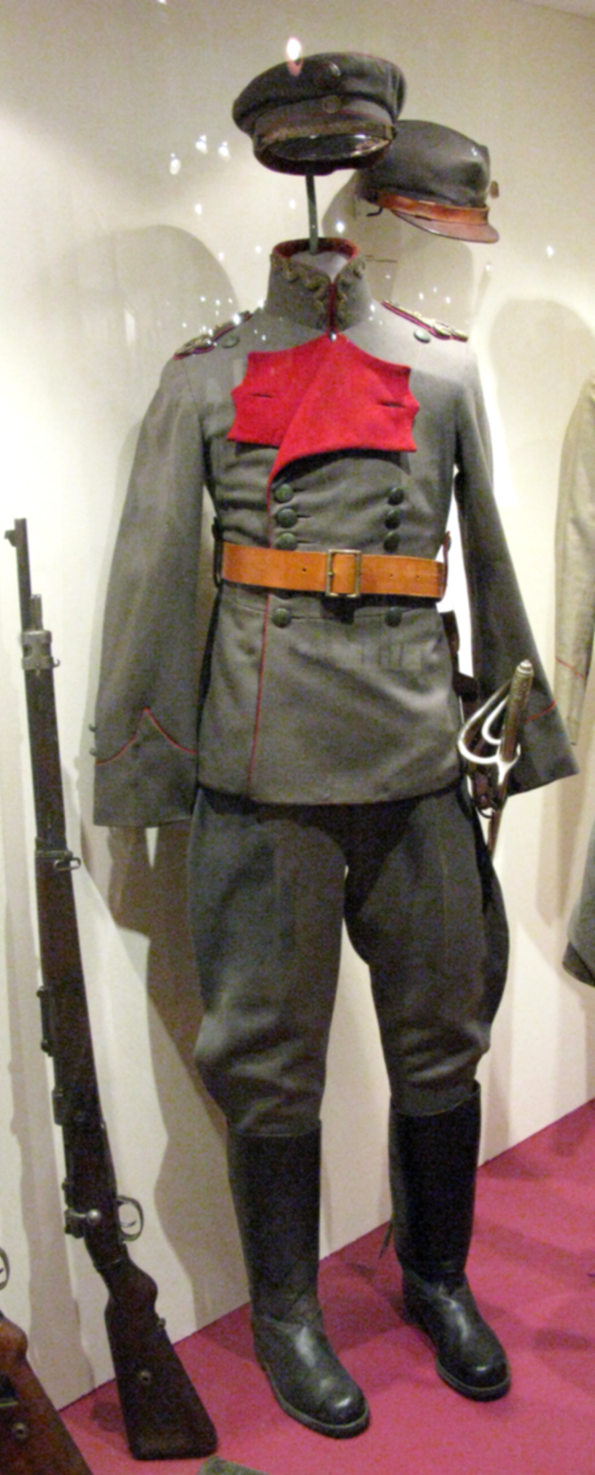
Uniform der Polnischen Wehrmacht

Die Polnische Wehrmacht (polnisch Polska Siła Zbrojna) war ein Verband des Regentschaftskönigreichs Polen, der von 1917 bis 1918 dem Deutschen Heer unterstellt war. Den Kern der Einheiten bildeten Angehörige der vormaligen Polnischen Legionen.

## Geschichte
Am 19. September 1916 waren die Polnischen Legionen in das Polnische Hilfskorps übergegangen. Dieses Korps – formell zum Regentschaftskönigreich gehörend – sollte der Obersten Heeresleitung des Deutschen Reiches unterstellt werden. Der Verbündete Österreich-Ungarn, in dessen Armee die Legionen vormals eingegliedert waren, unterstellte den Verband der Führung durch das deutsche Generalgouvernement Warschau.
Am 9. Juli 1917 kam es zur Eidkrise, in der große Teile des Hilfskorps – unter Józef Piłsudskis Einflussnahme – den Eid auf die Truppen der Mittelmächte verweigerten. Daraufhin wurden tausende Legionäre interniert oder degradiert. Österreichtreue Soldaten wurden in einen ebenfalls als Polnisches Hilfskorps bezeichneten Verband überführt.
Die rund 1100 Legionäre (vor allem aus der I. und III. Legionenbrigade), die den geforderten Eid geleistet hatten und aus den Gebieten Polens stammten, die zum deutschen oder vormals russischen Herrschaftsgebiet gehörten (und damit auch deren Staatsangehörigkeiten besaßen), wurden in die neuaufgestellte Polnische Wehrmacht eingegliedert. Bis zum April 1918 konnte der Verband auf 2.700 Soldaten ausgebaut werden. Bis dahin wurden die Truppen überwiegend ausgebildet, um den Kern einer zukünftigen polnischen Armee unter deutscher Führung zu bilden. Einige Kampfeinsätze bestritt der Verband erst gegen Ende des Krieges.
Nachdem der Regentschaftsrat am 7. Oktober 1918 die Unabhängigkeit vom Deutschen Reich erklärt hatte, übernahm er einige Tage später auch den Oberbefehl über die Polnische Wehrmacht. Damit sollte einem befürchteten Aufstand der Polska Organizacja Wojskowa vorgebeugt werden. Am 12. Oktober leisteten die Angehörigen des Verbandes einen Eid auf den Regentschaftsrat. Nach dem Übergang des Kommandos an den Rat erhöhte sich die Anzahl auf 9.000 Soldaten. Auch vormals in den Kriegsgefangenenlagern in Szczypiorno und Beniaminów bei Nieporęt internierte Legionäre, die den Eid vom 9. Juli 1917 verweigert hatten, meldeten sich nun zur Polnischen Wehrmacht. Im November wurde die Polnische Wehrmacht in die neu aufgestellte Polnische Armee eingegliedert.
Oberbefehlshaber der Polnischen Wehrmacht war nach ihrer Aufstellung der Warschauer Generalgouverneur Hans von Beseler. De facto entschied über Einsätze der General der Infanterie Felix Barth. Polnische Offiziere (Stabschefs) waren General Tadeusz Rozwadowski und Oberst Marian Januszajtis-Żegota, der frühere Kommandeur der I. Legionenbrigade.
Der Ausdruck „Polnische Wehrmacht“ als Bezeichnung für die polnische Armee hielt sich im deutschen Sprachgebrauch noch bis zum Zweiten Weltkrieg.